# Salzburg Open
Die Salzburg Open sind ein Poolbillardturnier in der Disziplin 9-Ball. Sie finden seit 2011 jährlich statt. Zuvor wurde das Turnier bereits bis 2006 regelmäßig ausgetragen. Veranstaltet wird es vom Billardverein PBC Salzburg-Wals im Kugelrund Billardcenter. Seit 2016 ist es Bestandteil der Turnierserie German Tour.
Erfolgreichster Spieler des Turniers ist der Deutsche Sebastian Ludwig, der es bislang zweimal gewann und jeweils einmal den zweiten und dritten Platz belegte. Jüngster Sieger war Sanjin Pehlivanović, der die Salzburg Open 2015 im Alter von 14 Jahren gewann.

## Die Turniere im Überblick
| Jahr | Sieger              | Ergebnis          | Finalist           | Halbfinalisten 1    |
| ---- | ------------------- | ----------------- | ------------------ | ------------------- |
| 2011 | Jürgen Jenisy       | 7:6               | Attila Bezdan      | unbekannt           |
| 2011 | Jürgen Jenisy       | 7:6               | Attila Bezdan      | unbekannt           |
| 2012 | Niels Feijen        |                   | Sebastian Ludwig   | Roman Hybler        |
| 2012 | Niels Feijen        | Nicolas Ottermann | Sebastian Ludwig   |                     |
| 2013 | Sebastian Ludwig    | 7:2               | Benjamin Heimmerer | Balázs Mikó         |
| 2013 | Sebastian Ludwig    | 7:2               | Benjamin Heimmerer | Ivica Putnik        |
| 2014 | Balázs Mikó         | 7:3               | Roman Hybler       | Sebastian Ludwig    |
| 2014 | Balázs Mikó         | 7:3               | Roman Hybler       | Stefan Huber        |
| 2015 | Sanjin Pehlivanović | 9:3               | Georg Höberl       | Gabor Solymosi      |
| 2015 | Sanjin Pehlivanović | 9:3               | Georg Höberl       | Daniel Guttenberger |
| 2016 | Sebastian Ludwig    | 9:8               | Albin Ouschan      | Harald Stolka       |
| 2016 | Sebastian Ludwig    | 9:8               | Albin Ouschan      | Maximilian Lechner  |